# همیشه قوی باش
همیشه قوی باش (به انگلیسی: Forever Strong) یک فیلم سینمایی آمریکایی در ژانر ورزشی (ورزش راگبی ۱۵ نفره) به کارگردانی رایان لیتل و به نویسندگی دیوید پیلر که در تاریخ ۲۶ سپتامبر ۲۰۰۸ اکران شد. در این فیلم بازیگرانی همچون شان فاریس ، گری کول ، نیال مک‌دوناف ، شان آستین ، پن بدجلی و آریل کبل حضور دارند.

## داستان
داستان فیلم در مورد یک بازیکن نوجوان راگبی است که در تیم هایلند بازی می کند و نهایتاً در بازی های قهرمانی مقابل پدرش به میدان می رود...    

## پذیرش انتقادی
با این حال ، طبق بانک اطلاعات اینترنتی فیلم‌ها ، که میانگین نمره 7.3 / 10 را از ۸۲۰۴ کاربر گزارش کرده است ، مردم فیلم را بسیار مطلوب تر ارزیابی کردند. 